# Puchar Francji w piłce nożnej (1999/2000)
Puchar Francji w piłce nożnej mężczyzn 1999/2000 – 83. edycja rozgrywek, mających na celu wyłonienie zdobywcy piłkarskiego Pucharu Francji, zorganizowana przez Francuski Związek Piłki Nożnej (FFF) w sezonie 1999/2000. Przystąpiło do niej 6096 drużyn klubowych.

## 1/8 finału
| Gospodarze                 | Wynik | Goście                  |          |
| Girondins de Bordeaux (D1) | 1 - 0 | FC Metz (D1)            |          |
| RC Strasbourg (D1)         | 1 - 0 | Paris SG (D1)           |          |
| Stade Rennais (D1)         | 3 - 2 | FC Lorient (D2)         |          |
| FC Nantes Atlantique (D1)  | 0 - 0 | FC Gueugnon (D2)        | 5-3 kar. |
| Red Star (Nat.)            | 1 - 2 | Olympique Lyonnais (D1) |          |
| GSI Pontivy (CFA)          | 0 - 4 | AS Monaco (D1)          |          |
| Nîmes Olympique (D2)       | 2 - 0 | Amiens SC (D2)          |          |
| Calais RUFC (CFA)          | 1 - 1 | AS Cannes (D2)          | 4-1 kar. |

## Ćwierćfinały
| Gospodarze                 | Wynik         | Goście               |  |
| Olympique Lyonnais (D1)    | 1 - 3         | AS Monaco (D1)       |  |
| FC Nantes Atlantique (D1)  | 2 - 1 (dogr.) | Stade Rennais (D1)   |  |
| Girondins de Bordeaux (D1) | 1 - 0         | Nîmes Olympique (D2) |  |
| Calais RUFC (CFA)          | 2 - 1         | RC Strasbourg (D1)   |  |

## Półfinały
- AS Monaco - FC Nantes Atlantique 0-1
- Calais RUFC - Girondins de Bordeaux 3-1

## Finał
- FC Nantes Atlantique - Calais RUFC 2-1